# Estação Areeiro
Areeiro é uma estação do Metropolitano de Lisboa. Situa-se no concelho de Lisboa, entre as estações Roma e Alameda da Linha Verde. Foi inaugurada a 18 de junho de 1972 em conjunto com as estações Alvalade, Roma, Alameda, e Arroios, no âmbito da expansão desta linha à zona de Alvalade.

## Descrição
Esta estação está localizada sob a Praça Francisco Sá Carneiro, possibilitando o acesso à Estação Ferroviária de Roma-Areeiro. O projeto arquitetónico é da autoria do arquiteto Dinis Gomes e as intervenções plásticas da pintora Maria Keil. À semelhança das mais recentes estações do Metropolitano de Lisboa, está equipada para poder servir passageiros com deficiências motoras, contando com vários elevadores que facilitam o acesso às plataformas.

## Ampliação e Reabilitação

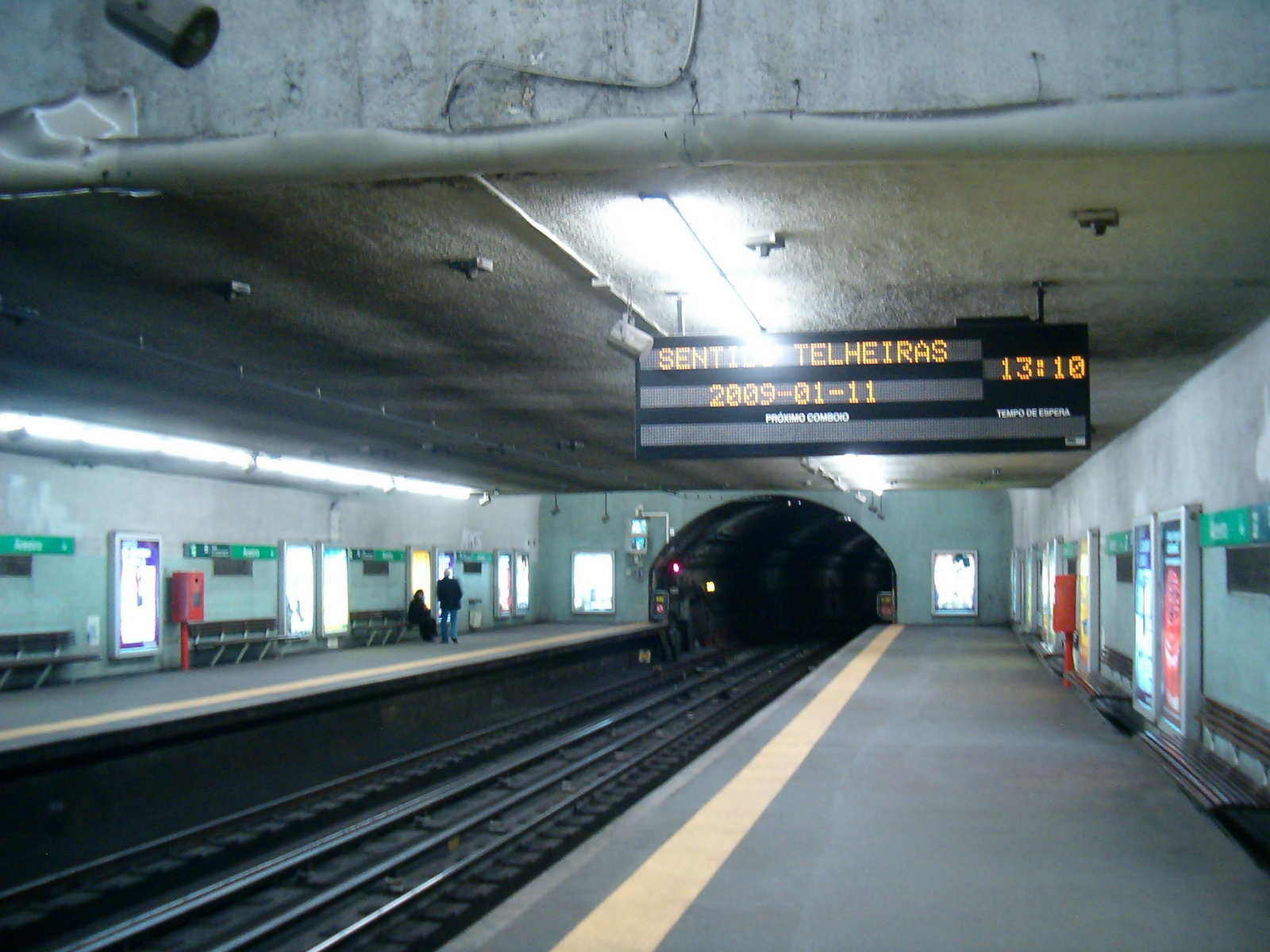
Aspeto das plataformas antes das obras de reabilitação

Em 2008 foi iniciada a primeira de duas fases de intervenções nesta estação com o prolongamento das plataformas e construção de um novo átrio na ponta sul da estação. O projeto arquitetónico desta intervenção foi da autoria do arquiteto Alberto Barradas e as intervenções plástica da autoria de Júlia Ventura. O novo átrio sul foi aberto ao público a 17 de novembro de 2013, dia em que foi igualmente encerrado o átrio norte para que os trabalhos de reabilitação pudessem prosseguir. Este átrio viria a sofrer alterações profundas de forma a possibilitar a instalação de elevadores que tornassem esta estação totalmente acessível à semelhança das mais recentes estações do Metropolitano de Lisboa.
Devido ao incumprimento contratual por parte do empreiteiro, as obras no átrio norte foram suspensas em dezembro de 2013. A 27 de setembro de 2019, após novo concurso público e nova adjudicação, foram retomados os trabalhos que se encontravam suspensos há 6 anos.
A 28 de agosto de 2020, ficaram concluídas as obras de remodelação do átrio norte desta estação, orçadas em 2 807 920,40 €. Foram instalados três elevadores, tornando a estação acessível a indivíduos de mobilidade reduzida. Foram também modernizados os equipamentos, sistemas e instalações, além de terem também sido beneficiados os painéis originais de azulejo de Maria Keil e embelezada a estação de forma geral. Tal como aconteceu nas obras de expansão concluídas em 2013, as obras de remodelação do átrio norte contaram com o projeto arquitetónico do arquiteto Alberto Barradas e com a continuação das intervenções plásticas de Júlia Ventura.

## Acessos

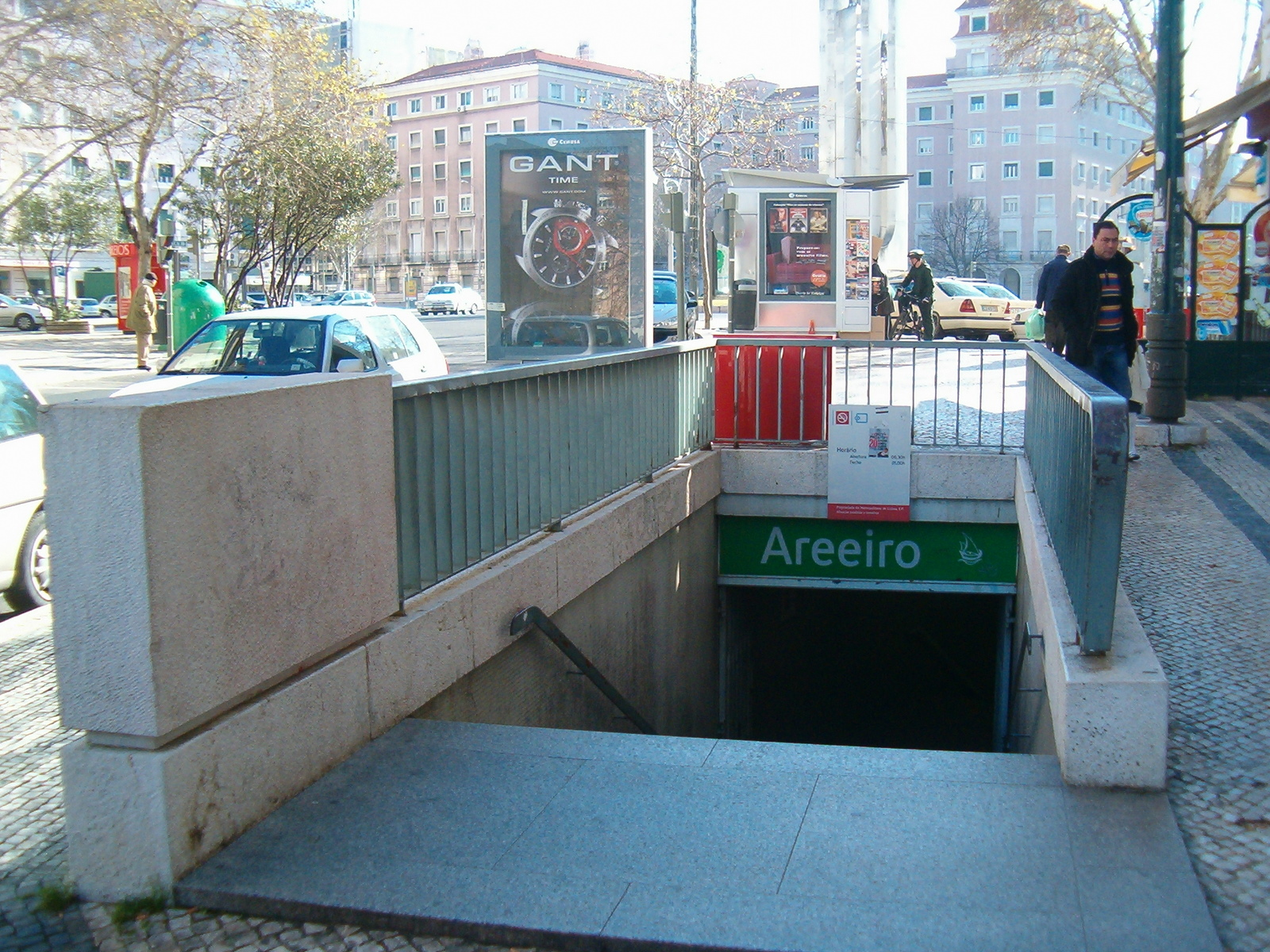
Um dos acessos pedonais da Av. Padre Manuel da Nóbrega (Acesso 2)

Esta estação conta com cinco acessos pedonais e um elevador entre o átrio norte e a superfície:
- Acesso 1 - está localizado no passeio nascente da Av. Padre Manuel da Nóbrega, junto à Praça Francisco Sá Carneiro. Está direcionado para norte e conta com escadas pedonais.
- Acesso 2 - está localizado no passeio poente da Av. Padre Manuel da Nóbrega, junto à Praça Francisco Sá Carneiro. Está direcionado para norte e conta com escadas pedonais.
- Acesso 3 - está localizado no passeio nascente da Praça Francisco Sá Carneiro, entre a Av. Padre Manuel Nóbrega e a Av. João XXI. Está direcionado para sul e conta com escadas pedonais.
- Acesso 4 - está localizado na esquina sudoeste da Praça Francisco Sá Carneiro, entre a Av. Almirante Reis e a Av. João XXI. Está direcionado para poente e conta com escadas pedonais.
- Acesso 5 - está localizado na esquina sudeste da Praça Francisco Sá Carneiro, entre a Av. Almirante Reis e a Av. Afonso Costa. Está direcionado para nascente e conta com escadas pedonais.
- Elevador - está localizado na esquina norte da Praça Francisco Sá Carneiro, entre a Av. Padre Manuel Nóbrega e a Av. Almirante Gago Coutinho, direcionado para norte.